# Bavão de Gand
São Bavão é um santo da Igreja Católica. Nasceu em 622, próximo de Liège, e faleceu em 659, em Gand. Era filho de Pepino de Landen, também conhecido como Pepino I ou Pepino o Velho, mordomo do palácio da Austrásia sob os reis merovíngios Clotário II, Dagoberto I e Sigeberto III.
Foi amigo e discípulo de Santo Amândio, que o inspirou a doar todos os bens aos pobres e a tornar-se monge. Levou desde então uma vida santa, num mosteiro situado no local onde se viria a erguer posteriormente a cidade belga de Gand.
São Bavão, protetor da Flandres, é o orago da catedral de Gand e da igreja de Lauwe, na Bélgica, e da igreja de São Bavão, em Haarlem (Países Baixos). Dia 1 de outubro é dia de São Bavão.
É frequentemente representado segurando um falcão, sendo considerado o santo patrono da falcoaria.